# Иванчо Поплазаров
Иванчо Поплазаров Христов (изписване до 1945 година: Иванчо попъ Лазаровъ) е български свещеник, зограф и революционер, участник в Априлското въстание.

## Биография
Роден е през 1843 година в село Сестримо, Пазарджишко. Баща му Лазар Христов, дядо му и един от братята му са свещеници. На девет години загубва майка си. През 1853 година, когато е на 10 години, посещава с баща си Божи гроб в Йерусалим и става хаджия. Завършва местното килийно училище и усвоява църковното пение при баща си.
Като юноша заминава в Самоков да учи абаджийство. Там среща самоковските майстори Никола и Захарий Доспевски, при които учи иконопис. Продължава обучението си при Константин Хаджиангелов в Пазарджик, също представител на самоковската школа.
Работи в църквата „Света Неделя“ в София като помощник на Станислав Доспевски, след което започва самостоятелна работа.
През 1876 година се присъединява към революционния комитет в село Сестримо, основан от Георги Бенковски. След погрома на въстанието е арестуван и откаран в София, където е осъден на смърт с още няколко сподвижници. Помилвани са след застъпничеството на английския консул в Пловдив и върнати в затвора. По-късно са освободени след султанската амнистия.
След създаването на Княжество България работи известно време в София. След смъртта на две от децата му решава да се върне в Сестримо. Отказва се от образопиството и става свещеник. Ръкоположен е в селата Динката, Щърково, Априлци и Овчеполци, Пазарджишко. Умира на 20 май 1926 година в Пазарджик.

## Творчество
Иванчо Поплазаров е автор на икони в църквите в село Мененкьово, Пазарджишко, Ново село, Видинско, Балчик, Горни Лозен и Кумарица, Софийско, Ветрен и Величково, (Пазарджишко), църквата „Свети Тарапонт“ (днешната „Свети Мина“) в Слатина, София. Негови са стенописите и икони в църката „Света Троица“ в село Аканджиево, Пазарджишко (1882 – 1883). Рисува автопотрета си в църквата „Всех светих“ в село Очуша, Ихтиманско (1874). Творбите му носят подписите „хаджи Йованчо Иконописица х.п. ЛЗР от Сестримо“, „Зограф х. Йованко от Сестримо“ и др.